# Luis Sales
Luis Sales Martínez (Valencia, España, 13 de abril de 1745 – Navajas (Castellón), 10 de septiembre de 1807) misionero e historiador dominico (OP) español nacido como Pascual Jusep Manuel Vicent Joan, quien después cambió su nombre a Luis, en honor a San Luis Beltrán.

## Primeros Años
Hijo de José Sales y Catalina Martínez. Fue confirmado como católico en 1746. En 1760 se inscribió en la Universidad de Valencia. Un año después, el 23 de octubre de 1761, a los 16 años ingresó al Real Convento de Predicadores, para su formación como religioso dominico donde fue ordenado sacerdote. 

## Hacia la Nueva España
En 1770, se alistó para misionar a la Nueva España, específicamente a la península de Baja California, Sales se integró junto con otros 27 evangelizadores, que fueron el primer grupo que embarcaron en el buque Nuestra Señor de Begoña el 20 de junio de 1771, llegando a Veracruz dos meses después, el 19 de agosto. Se trasladaron a Ciudad de México, donde duraron 10 meses.

## Baja California
Los dominicos, llegaron después de los jesuitas y acordaron con franciscanos que ellos se iban a la Alta California y los dominicos en la Baja California en las misiones ya existentes. El 12 de mayo de 1773 fue asignado a la Misión de Santiago de los Coras al sur de la península. A finales del año fue reasignado y hasta 1778 en la Misión de Nuestra señora de Guadalupe de Huasinapi. Luego fue enviado a la Misión San Francisco Borja hasta 1781, aunque hay registros de sus visitas en la Misión de Nuestra Señora del Santísimo Rosario de Viñadaco en 1778 y 1779.
El siguiente cambio fue a la Misión San Vicente Ferrer donde permaneció de 1781 a 1787, la cual un año antes había sido fundada por los fray Miguel Hidalgo y Joaquín Valero.  En la misión hubo muchos bautizados y un brote de viruela. Promovió el cultivo de una presa, la construcción de varios edificios, que los protegió con muralla y torreones, como respuesta a la constante amenaza de los indios Kiliwa.
Fundó la Misión San Miguel Arcángel de la Frontera el 28 de marzo de 1787, misma que estaba en los límites entre la Alta California y la Baja California en el hoy municipio de Rosarito. Exploró la zona donde posteriormente fue instalada la Misión de Santo Tomás y al cual se le tomo parecer.
Regresó a España desde Loreto el 5 de octubre de 1789, y llegando a su ciudad natal en octubre de 1990, reintegrándose en su comunidad como predicador, logrando reputación como orador en las celebraciones litúrgicas. 

## Obra
Publicó y puso a la venta en 1794 una obra de tres volúmenes pequeños, con el nombre de “Noticias de la provincia de las Californias” en la que recoge un conjunto de informaciones sobre las tierras bajacalifornianas y sus habitantes indígenas, y sobre la historia de sus misiones en el periodo 1773-1790, siendo una valiosa aportación. Como no tuvo el permiso correspondiente para su publicación la obra fue recogida por la Inquisición.
En 1802 fue enviado a Valencia como instructor. Después fue asignado como prior del convento en Segorbe, Castellón en 1806. Falleció el año siguiente.